# أبيلاردو مينينديث
أبيلاردو مينينديث هو مبارز بالسيف كوبي، ولد في 5 سبتمبر 1928 في هافانا في كوبا، وتوفي في 22 مايو 1995 في ميامي في الولايات المتحدة.

## وصلات خارجية
- أبيلاردو مينينديث على موقع اللجنة الأولمبية الدولية (الإنجليزية)
- أبيلاردو مينينديث على موقع أوليمبيديا (الإنجليزية)